# Borkai Zsolt
Borkai Zsolt (Győr, 1965. augusztus 31. –) olimpiai bajnok magyar tornász, tanár, politikus, sportvezető. 1988-ban lólengésben olimpiai bajnok. 2006–2019 között Győr polgármestere, 2010-től 2014-ig fideszes országgyűlési képviselő. 2010. november 20-tól 2017. május 2-ig a Magyar Olimpiai Bizottság elnöke.

## Életrajza

### Tanulmányai
1979–1983 között a győri Bercsényi Miklós Gimnáziumban tanult. 1985-ben vették fel a Juhász Gyula Tanárképző Főiskolára, ahol 1989-ben diplomázott testnevelés szakon. 1993 és 1996 között a Janus Pannonius Tudományegyetemen testnevelő tanári diplomát szerzett. 1998–1999 között elvégezte a Budapesti Műszaki Egyetem közoktatás-vezetői szakát.

### Sportpályafutása
1972-ben kezdett el versenyszerűen sportolni a Rába ETO tornaszakosztályán. Első sikerét is ennél a csapatnál érte el, amikor 1982-ben, nyújtón ifjúsági Európa-bajnoki bronzérmes lett. A felnőtt válogatottba először 1983-ban hívták be. 1984-ben átigazolt a Budapesti Honvéd csapatához. Ugyanebben az évben Európa-bajnok lett nyújtón és ugrásban bronzérmes. 1987-ben lólengésben szerzett világbajnoki aranyérmet, nyújtón pedig bronzérmet. Az év sportolója választáson harmadik lett. 1988 januárjában vállműtétet hajtottak végre rajta. A visszatérésére májusig kellett várnia, első nemzetközi versenye az olimpia volt. A lólengés döntőjébe négyes holtversenyben elsőként került be. A csapatverseny során bokasérülést szenvedett (egy csontszilánk levált), de a csapat jó helyezése érdekében folytatta a versenyzést. A lólengés fináléjában is sérülten versenyzett, de elérte a maximális 10 pontot, így olimpiai aranyérmet szerzett. Ő az egyetlen magyar, aki hármas holtversenyben győzött az ötkarikás játékokon.
1989 májusában, a mesterfokú bajnokságon szalag- és porcsérülés érte egy leugrás után, amit műtét követett. Mivel a sérült lába nem jött teljesen rendbe, ezért 1990 januárjában bejelentette visszavonulását. Nem sokkal később a Stuttgart melletti Örtlingenben lett ifjúsági edző. Majd a KTV Hohenlohe színeiben a német másodosztályú csapatbajnokságban is szerepelt azokon a szereken, melyeken sérülése nem akadályozta a versenyzésben.
1992-ben visszatért a válogatottba, hogy az első alkalommal megrendezett szerenkénti világbajnokságon lólengésben induljon. A három hónapos felkészülés nem bizonyult elegendőnek és a selejtezőben kiesett. A budapesti Európa-bajnokságon a Magyar Torna Szövetség elbúcsúztatta Guczoghy Györggyel, Storczer Beátával és Sinkó Andreával együtt. Szeptemberben újabb térdszalagsérülésen és műtéten esett át. Pályafutása során 19 magyar bajnoki címet szerzett.
1993-ban tért haza, akkor fejezte be hivatalosan versenyzői pályafutását. Később old boy versenyeken indult.

### Sportvezetőként
1989 májusában az olimpiai bajnokok képviseletében a MOB, szeptemberben a MOB Sportolói Bizottságának tagja lett. 1996-ban tagja lett Torna szövetség (MOTESZ) elnökségének. 1999-ben a Nyugat-dunántúli Regionális Ifjúsági Tanács alelnöke lett, emellett a Győr-Moson-Sopron Megyei Sportbizottság elnöki tisztségét is betöltötte 1999-től 2002-ig. Ugyanebben a periódusban a Magyar Olimpiai Bizottság tagja is volt. 2009-ben a MOB egyik alelnökévé választották.
2010. november 20-án egyetlen jelöltje volt a MOB elnökségi posztjára kiírt választásnak, a szavazás eredményeként 2012-ig elnöknek választották. 2011 májusában lemondott a Győri Audi ETO KC társadalmi elnöki posztjáról, mivel ezt a feladatot nem tartotta összeegyeztethetőnek a MOB-ban betöltött tisztségével.
2017. május 2-án a MOB tisztújító közgyűlésén 108-55 arányban alulmaradt kihívójával, Kulcsár Krisztián olimpiai ezüstérmes párbajtőrvívóval szemben. Borkait 2019-es botrányát követően a MOB október 21-én kizárta tagjai közül.

### A közoktatásban
1992-ben a győri Béri Balogh Ádám Honvéd Középiskola és Kollégiumnál kapott tanári állást. 1998–1999 között elvégezte a Budapesti Műszaki Egyetem közoktatás-vezetői szakát, 1999-ben kinevezték az iskola igazgatójává – alezredesi rendfokozatban. A posztot 2006-ig töltötte be.

### Politikusi pályafutása
1994-ben az országgyűlési választásokon az MDF Győr-Moson-Sopron megyei listáján a 9. helyen jelölte, de mandátumot nem szerzett. A 2006-os önkormányzati választáson a Fidesz és a KDNP jelöltjeként indult Győr polgármesteri címéért, és el is nyerte azt. Polgármesteri pozíciójában a 2010-es és a 2014-es választáson is megerősítették a szavazók, és Borkai a 2019-es választáson is elindult.
A 2010-es országgyűlési választáson Győr-Moson-Sopron megye 3-as számú (Győr központú) egyéni választókerületében a Fidesz-KDNP jelöltjeként mandátumot szerzett. A következő ciklusban már nem indult az országgyűlési választáson.
2010-ben, röviddel a második Orbán-kormány hatalomra kerülése után az Országgyűlés módosította az alkotmányt. A módosítás megtiltotta a fegyveres testületek tagjainak, hogy leszerelésük után három évig választáson induljanak. Az eredeti terv szerint a módosítás öt évig korlátozta volna az érintettek passzív választójogát, de Kocsis Máté, a rendészeti bizottság fideszes elnöke a szavazás előtt röviddel három évre csökkentette a moratóriumot. A csökkentés pozitívan érintette Borkait, aki 2006-ig honvéd alezredes volt, és így az eredeti javaslat értelmében nem indulhatott volna a 2010-es önkormányzati választáson, ahol aztán újraválasztották győri polgármesterré. Felmerült, hogy kifejezetten Borkai kedvéért írták át az alkotmánymódosítási javaslatot, amely így a „Lex Borkai” gúnynevet kapta. Borkai azt nyilatkozta, nem biztos abban, hogy miatta írták át az alkotmánymódosítás szövegét, de ha igen, akkor azt megtiszteltetésnek tekinti.
2019. szeptember 13-án a közgyűlés fideszes többségével megszavaztatott egy határozatot, amely szerint az önkormányzati ingóságok tulajdonjogának ingyenes átruházásáról 15 millió forintos vagyonértékig polgármester saját hatáskörben dönthet, az ennél nagyobb, de 50 millió forint értékhatár alatti tranzakciók esetében pedig közgyűlési bizottsági szinten (a teljes közgyűlés kizárásával) hozhatnak döntéseket.
A 2024-es magyarországi önkormányzati választáson Borkai ismét indult, a Borkaival Közösen a Jövőnkért Egyesület jelöltjeként. A szavazatok 27,02%-át szerezte meg, ezzel a harmadik helyet érte el Pintér Bence (31,15%) és a regnáló polgármester Dézsi Csaba András (30,39%) mögött, aki szerint Borkai indulása azzal az eredménnyel járt, hogy megosztotta a fideszes szavazókat az eddig túlnyomórészt a Fidesz bástyájának számító városban, és elősegítette egy ellenzéki jelölt győzelmét. Borkai és az egyesület még egy jelöltje kompenzációs listáról jutott be a közgyűlésbe.

### Személyével kapcsolatos botrány
2019 októberében, röviddel az önkormányzati választások előtt egy ismeretlen blogger videófelvételt tett közzé arról, ahogy Borkai egy jachton – ügyvédje és barátja, Rákosfalvy Zoltán, valamint több más személy társaságában – házasságon kívüli nemi aktust folytat egy fiatal nővel. Borkai Zsolt október 7-én, három nappal az ügy napvilágra kerülése után elismerte a történteket. Mindezek ellenére a Fidesz-KDNP jelöltjeként 2019. október 13-án – 646 szavazatos többséggel – ismét Győr polgármesterévé választották. A választást követő második napon, 2019. október 15-én azonban bejelentette, hogy kilép a pártból és függetlenként folytatja polgármesteri pályafutását. 2019. november 6-án pedig levélben tájékoztatta a győri lakosságot, hogy a 2019. november 7-én tartandó alakuló ülés után, 2019. november 8-án 16.00 óráig lemond polgármesteri címéről, és visszavonul a politikától.

## Művei
- III. győri meséskönyvem. Sportol az egész város; szerk. Borkai Zsolt; Önkormányzat, Győr, 2017

## Díjai, elismerései
- Az év magyar tornásza (1987, 1988)
- A Haza Szolgálatáért Érdemérem arany fokozata (1987)
- A Magyar Népköztársaság Csillagrendje (1988)
- Bravur-díj (1988)
- Fair play díj (1988) (a díjat az olimpiai férfi tornászcsapat kapta)
- A Magyar Tornasport Halhatatlanja[25]
- Ferdinand Martinengo-díj (2011)[26]

## Családja
1989 óta nős, felesége Havassy Myrtill pedagógus. Gyermekeik: Petra (1992) és Ádám (1995).